# Contrato de amor
Contrato de amor es una telenovela mexicana realizada por TV Azteca en 2008, versión de Catalina y Sebastián, producida por Emilia Lamothe y Pedro Luévano, protagonizada por Leonardo García y Ximena Rubio, con las participaciones antagónicas de Alejandra Maldonado, Álvaro Guerrero, Alberto Casanova, Mayra Sierra y Carmen Beato y con las actuaciones estelares de Eugenio Montessoro, Francisco Angelini, Nubia Martí, Gloria Stalina, Hugo Catalán y Tomás Goros.

## Sinopsis
El drama habla sobre Ana Cristina, una joven bondadosa y carismática, que es obligada por su madre, Patricia, a casarse con un hombre millonario para recuperar su lugar social en la Ciudad de México. Tiempo después, conoce a Gabriel, hijo de Fernando Escandón, un acaudalado millonario dueño de un hotel de alta categoría.
Ana Cristina y Gabriel se casan por un contrato civil, la boda se hace rápidamente, asegurando el objetivo de Patricia para ser nuevamente de la alta sociedad. Gabriel no tarda en pensar que Ana Cristina lo estaba utilizando para el dinero, e inventa un plan que le ayudaría a saber si eso era verdad. Cuando Ana Cristina descubre que Gabriel, en realidad, es un empleado más del hotel, las cosas se verán afectadas en el matrimonio, pero ambos se darán cuenta que el amor es lo que hace fuerte a la pareja y no el dinero, ni los planes.

## Elenco
- Leonardo García - Gabriel Escandon
- Ximena Rubio - Ana Cristina Mistral de Linares Ramírez
- Alejandra Maldonado - Patricia Ramírez
- Eugenio Montessoro - Alfredo Mistral de Linares
- Álvaro Guerrero - Fernando Escandon
- Alberto Casanova - Isaías
- Mayra Sierra - Regina
- Carmen Beato - Griselda
- Francisco Angelini - Enrique Mistral de Linares
- Gloria Stalina - Soledad
- Daniela Wong - Laura Mistral de Linares
- Nubia Martí - Eloísa
- Mauricio Valle - Alejandro
- Danny Gamba - Diana Escandon
- Hugo Catalán - Rodrigo
- Liliana Lago - Bárbara
- Armando Torrea - Apolo
- Tomás Goros - José Martín
- Adrián Rubio - Rufino
- Germán Valdez III
- Víctor Luis Zúñiga - Enzo

## Versiones
- Contrato de amor es una adaptación de la telenovela mexicana de 1999 "Catalina y Sebastián", también de TV Azteca, producida por Antulio Jiménez Pons y protagonizada por Silvia Navarro y Sergio Basáñez.
- Venevisión realizó una adaptación en 2007 titulada "Amor comprado", producida por Yaky Ortega y protagonizada por José Ángel Llamas y Elizabeth Gutiérrez.